# Bulbophyllum kaitiense
Bulbophyllum kaitiense är en orkidéart som beskrevs av Heinrich Gustav Reichenbach. Bulbophyllum kaitiense ingår i släktet Bulbophyllum och familjen orkidéer. Inga underarter finns listade i Catalogue of Life.